# Golpe de Estado en Venezuela de 1948
El golpe de Estado del 24 de noviembre de 1948 fue una insurrección de militares y políticos en contra del presidente venezolano democráticamente electo Rómulo Gallegos que fue derrocado y obligado a exiliarse, en su lugar se instaló una junta militar presidida por Carlos Delgado Chalbaud.

## Antecedentes
Después del derrocamiento del presidente Isaís Medina Angarita, en Venezuela inicia un periodo conocido como el Trienio Adeco que trajo consigo importantes reformas políticas como sufragio universal y la Constitución de Venezuela de 1947, además de 7 alzamientos militares y sectarismo político de movimientos políticos que permanecieron ilegales. En las elecciones generales de 1947, el candidato oficialista Rómulo Gallegos consigue una aplastante victoria y asume el 15 de febrero de 1948 como primer presidente democráticamente electo en la historia de Venezuela.
Durante las primeras ocho semanas que duró el gobierno de Gallegos, desde febrero a marzo de 1948, crecieron las disputas entre los partidos de la oposición y el partido gobernante, Acción Democrática; ocurrieron intentos de asesinato y se produjo un distanciamiento parcial del presidente con sectores de su propio partido, quien creía que podía contar con militares que él consideró leales como Delgado Chalbaud.
También se produjo el descontento de otros sectores que habían participado en el Golpe de Estado de 1945, y principalmente el malestar de las compañías petroleras extranjeras por el comportamiento cada vez más proteccionista del presidente Gallegos. A su vez, algunos sectores militares ligados a Marcos Pérez Jiménez estaban en desacuerdo con la nueva distribución del poder y se fueron agrupando para esperar un momento propicio para capitalizar ese descontento.
Con la Reforma de la Ley de Impuesto sobre la Renta promulgada el 12 de julio de 1948, se establece la imposición adicional de un 50% en el exceso de las ganancias que obtuvieran las empresas por encima de los impuestos sobre la renta tributados a la nación.

## Golpe de Estado de 1948

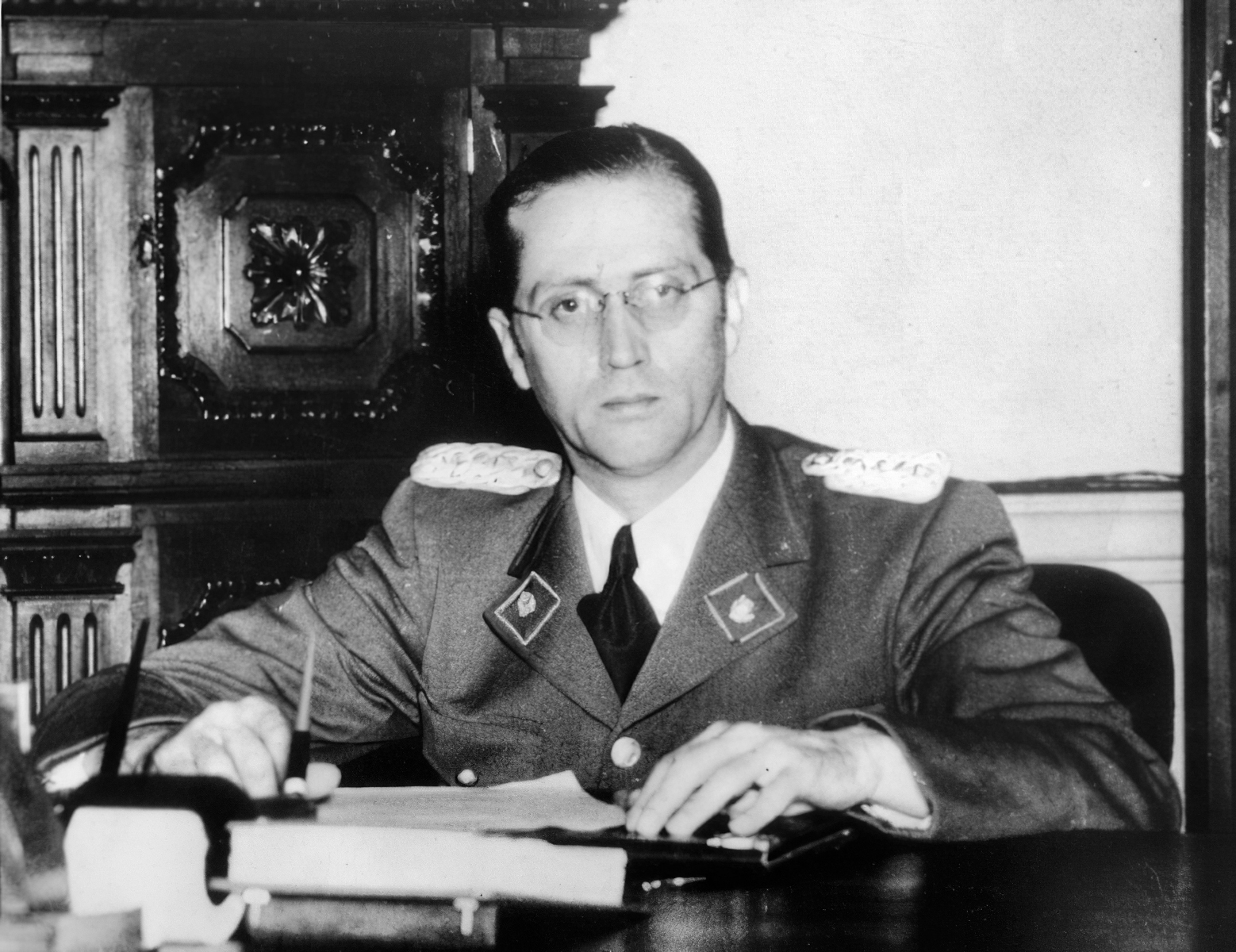
Carlos Delgado Chalbaud, líder de la Junta militar.

Los principales jefes militares (Carlos Delgado Chalbaud, Marcos Pérez Jiménez y Luis Llovera Páez) le exigieron al gobierno de Rómulo Gallegos 3 puntos esenciales, la salida del país de Rómulo Betancourt, el desarme de las milicias de Acción Democrática y una reorganización del gabinete retirando a los militantes de AD por personas sin disciplina partidista.
El presidente Rómulo Gallegos se negó a ceder ante las pretensiones militares y ante las sospechas de un posible golpe de Estado el 21 de noviembre se suspenden las garantías constitucionales. El 24 de noviembre de 1948 Gallegos es apresado y el 5 de diciembre se le expulsa del país junto a su familia. El presidente del Congreso Nacional Valmore Rodríguez, intentó asumir la presidencia de la República, designando un gabinete de emergencia en Maracay, el cual no llegó a constituirse efectivamente. Este golpe se realizó sin oposición violenta de componentes afines al gobierno de Gallegos.
Unos días después del golpe, Carlos Delgado Chalbaud le dijo al embajador de los Estados Unidos que «Gallegos se dejaba dirigir por Betancourt», y que Acción Democrática deseaba «organizar sus propias Fuerzas Armadas e imponer un gobierno marxista aún a riesgo de la guerra civil».

## Repercusión histórica

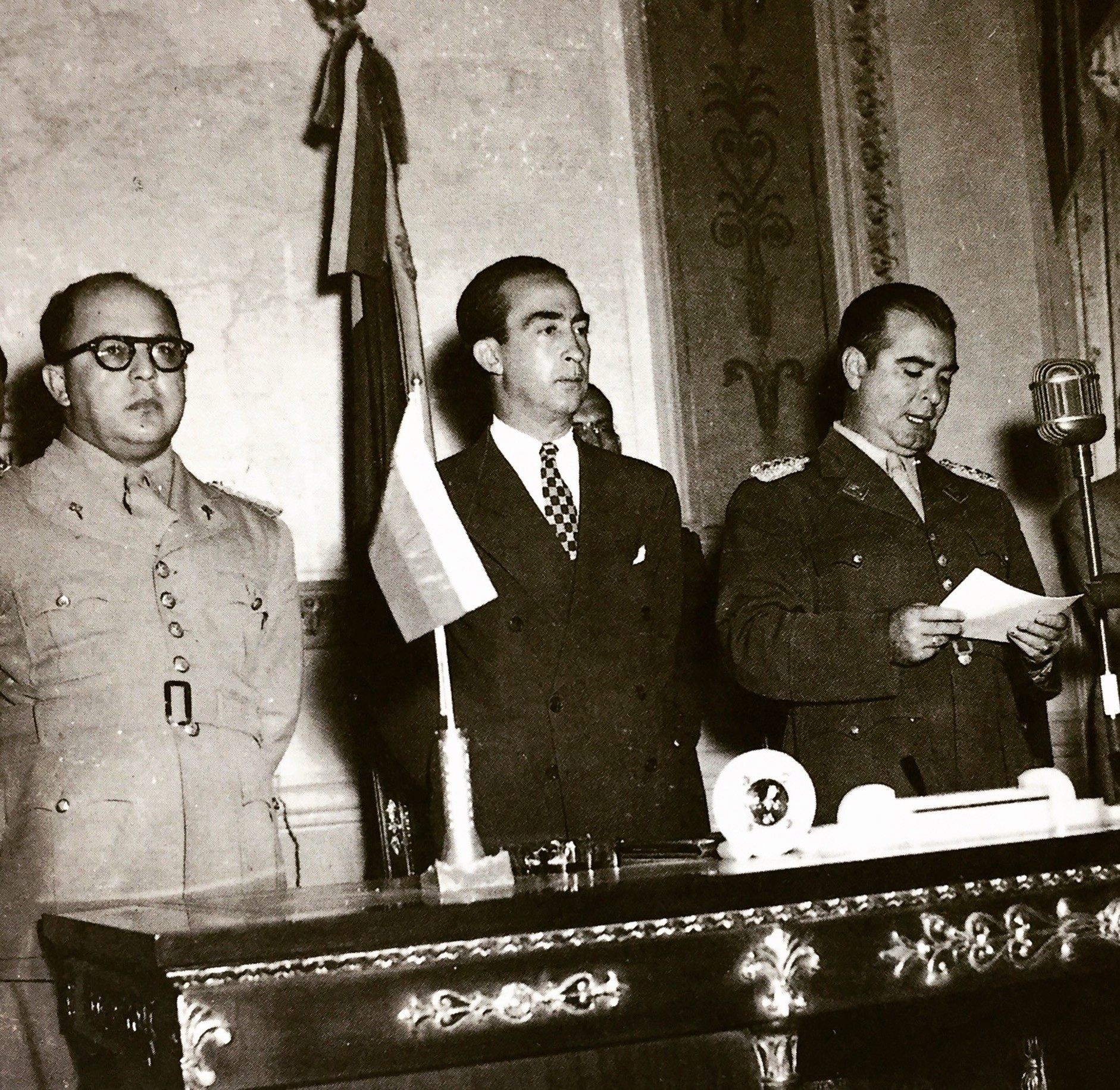
Marcos Pérez Jiménez, Germán Suárez Flamerich y Luis Llovera Páez, miembros de la Junta de Gobierno 1950-1952.

Tras el derrocamiento de Gallegos, se constituyó una junta formada exclusivamente por sus antiguos aliados militares en el golpe de 1945, quienes asumieron el poder de forma inmediata. La integraron el exministro de defensa de Gallegos, coronel Carlos Delgado Chalbaud, y los tenientes coroneles Marcos Pérez Jiménez y Luis Llovera Páez. Estos justificaron su acción «ante la incapacidad del Gobierno Nacional para resolver la crisis existente en el país». En la junta participaron varios civiles como Aurelio Arreaza Arreaza, Pedro Ignacio Aguerrevere, Rubén Corredor y Amenodoro Rangel Lamus.
El golpe fue justificado ante la opinión pública como la respuesta institucional de las Fuerzas Armadas frente a la amenaza del sectarismo político y la agitación permanente de quienes habían desperdiciado la oportunidad de obrar en beneficio de toda la nación.
El expresidente Gallegos declaró desde el exilio:

¿Qué significa la presencia, constatada por personas que me merecen fe absoluta de un agregado militar de Embajada potencia extranjera con ajetreos de cooperador o consejero de uno de los principales cuarteles de Caracas mientras se estaba desarrollando la insurrección militar…?

Dichas declaraciones causaron molestias en Estados Unidos, que tardó más de lo esperado en reconocer al nuevo gobierno de facto.
Según el historiador Jorge Olavarría, Rafael Caldera y Jóvito Villalba (líderes de Copei y URD, respectivamente) recibieron con agrado la noticia de la caída de Rómulo Gallegos, guardando silencio ante los hechos. Ambos fueron parte después de la comisión que redactó el estatuto electoral que regiría las próximas elecciones, donde esperaban participar.
Al acceder al poder prometieron elecciones, pero con la sistemática persecución de sus opositores eventuales y declarados, se inició una dictadura. El 4 de diciembre de 1948 la junta disolvió el Congreso, las asambleas legislativas de los estados y los consejos municipales, y poco después inició la agresión en contra de los medios de comunicación.
En 1950 tras el asesinato de Carlos Delgado Chalbaud la Junta Militar, con la intención de sumar apoyo, decidió designar a un civil como nuevo Presidente, siendo escogido Germán Suárez Flamerich, para entonces embajador en el Perú, por lo que a partir del 27 de noviembre de 1950 comenzó a llamarse simplemente como Junta de Gobierno. Sin embargo a pesar de la careta civil el verdadero control del país estaba en Marcos Pérez Jiménez y Luis Llovera Páez.